# Lesliana Pereira
Pour les articles homonymes, voir Pereira.
Lesliana Pereira, née Lesliana Massoxi Amaro Gomes Pereira le 9 octobre 1987 à Soyo (Zaïre), est un mannequin et une actrice angolaise.

## Biographie
Elle fut Miss Angola 2008.

## Filmographie
- 2009 : Xuxa em O Mistério de Feiurinha : Fadona
- 2013 : Njinga, Rainha de Angola : Njinga
- 2015 : I Love Paraisópolis : Tairine

## Distinctions
- Africa Movie Academy Awards de la meilleure actrice pour Njinga, Rainha de Angola (2015)[3]